# Nuestro tiempo (álbum)
Nuestro tiempo es un álbum de estudio por el bandoneonista de tango argentino Astor Piazzolla y su Quinteto «Tango Nuevo», grabado y editado en Argentina durante 1962. Fue el primer álbum de Piazzolla editado por el sello CBS Records. En esta entrega Piazzolla cambio algunos miembros de su Quinteto, ya que contó con Agri en violín y Osvaldo Manzi en piano. A diferencia de su álbum anterior, en esta ocasión se incluyeron tangos cantados como "Rosa río" de Piazzolla y Juan Carlos Lamadrid, y "Todo fue" con música de Piazzolla y letra de su hija Diana, y "Milonga Triste" de Sebastian Piana y Homero Manzi.

## Historia
Nuestro tiempo fue editado por la CBS Records en 1962. Hubo algunos cambios en la formación del Quinteto, con Antonio Agri en violín y Osvaldo Manzi en piano. A diferencia de su álbum anterior Piazzolla interpreta a Piazzolla, en esta nueva entrega, Astor Piazzolla incluía tres temas cantados por Héctor De rosas, «Rosa río», de Piazzolla y Juan Carlos Lamadrid, «Todo fue» con música del bandoneonista, y letra de su hija Diana y la clásica «Milonga triste» de Sebastián Piana y Homero Manzi. En la nota de la contraportada de Nuestro tiempo firmada por Piazzolla, se declaraba admirador de las orquestas de De Caro, Fresedo, Vardaro, Caló, Pugliese, Troilo, Francini-Portier, Stampone, Federico, y Salgán.
La canción «Imágenes 676» es un tributo al escenario donde se presentaba el Quinteto, en el local de la calle Tucumán 676, tenía una gran limitación en su aforo a 70 personas. Allí llegaron a tocar el Modern Jazz Quartet, Stan Getz, Frederick Gulda y los principales referentes del jazz argentino. De las ganancias por las actuaciones ha dicho Oscar López Ruiz: «lo que ganábamos en 676 apenas alcanzaba para sobrevivir, y esto si uno no tenía demasiadas pretensiones de bataclana». En la pieza se asienta sobre el peso de un bajo caminante que el compositor utilizará cada vez que quiera describir los ritmos frenéticos de la ciudad: el cromatismo lleva al tema a una zona de inestabilidad. La división rítmica 3+3+2 se hace explicita, y resalta los matices candomberos de la melodía.

Era un lugar fino, de gran cercanía generacional entre los que iban. Nos sentíamos parte de una elite, y nos gustaba. Recuerdo el debut de Agri. A Piazzolla lo veía como un puente entre el jazz y el tango. Enterarme que había estudiado con Ginastera y Boulanger confirmaba la entidad jerárquica que presuponía. Él y Cortázar formaron parte de mis admiraciones juveniles.
Sergio Renán.

En la contraportada Piazzolla ofrece una descripción de la música en su nuevo álbum a semejanza de la información que se encontraba en las contratapas de los álbumes de música clásica. Allí el músico hace mención de las modulaciones, los cambios de ritmo, los procedimientos. El bajo ostinato a la manera de una passacaglia barroca, a cargo del contrabajo y la guitarra eléctrica, y la entrada escalonada del bandoneón y violín en "Introducción al ángel", y el fugato de "muerte del ángel".

## Lanzamiento y publicaciones
Nuestro tiempo fue editado en 1962 por CBS en Argentina, Chile y Uruguay, pero estuvo descatalogado por décadas. Se volvió a reeditar recién en 2002, en una reedición en CD de Japón, mientras que en Argentina en 2005 apareció una edición en CD remasterizada que también se editó en Europa.

## Portada
La portada de Nuestro tiempo consiste en un cuadro abstracto de Vicente Forte. La elección puede remitir a sus días neoyorquinos que puede venir de Time Out de Dave Brubeck. Forte había trabajado en la portada del álbum, escuchando la música del mismo para inspirarse.

## Lista de temas
Todas las canciones escritas y compuestas por Astor Piazzolla, excepto donde se indica. 
| Lado A |                                                   |                 |          |  |
| N.º    | Título                                            | Cantante        | Duración |  |
| 1.     | «Introducción al Ángel»                           |                 |          |  |
| 2.     | «Muerte del Ángel»                                |                 |          |  |
| 3.     | «Milonga Triste» (Sebastian Piana y Homero Manzi) | Héctor De Rosas |          |  |
| 4.     | «Sin Retorno» (Alberto Coronato)                  |                 |          |  |
| 5.     | «Imágenes 676»                                    |                 |          |  |

| Lado B |                                                        |                 |          |  |
| N.º    | Título                                                 | Cantante        | Duración |  |
| 6.     | «Nuestro Tiempo»                                       |                 |          |  |
| 7.     | «Rosa Río» (Piazzolla y Juan Carlos Lamadrid)          | Héctor De Rosas |          |  |
| 8.     | «Simple» (Osvaldo Manzi)                               |                 |          |  |
| 9.     | «Todo fue» (Piazzolla y Diana Piazzolla)               | Héctor De Rosas |          |  |
| 10.    | «Los mareados» (Juan Carlos Cobián y Enrique Cadícamo) |                 |          |  |

| Bonus track de la reedicón japonesa de 2002. |                                      |                 |          |  |
| N.º                                          | Título                               | Cantante        | Duración |  |
| 11.                                          | «Fuimos» (Homero Manzi y José Dames) | Héctor De Rosas |          |  |

## Créditos
- Astor Piazzolla - bandoneón
- Kicho Díaz - contrabajo
- Oscar López Ruiz - guitarra eléctrica
- Osvaldo Manzi - piano
- Antonio Agri - violín